# 宸鸿光电科技
宸鸿光电科技股份有限公司，简称宸鸿，英文简写“TPK”，成立于2003年，是一家公司总部位于台湾的科技公司，宸鸿的制造、生产基地位于中國厦门市，旗下有宸鸿科技（厦门）有限公司、宸阳光电科技（厦门）有限公司、瑞世达科技（厦门）有限公司等公司，分别位于厦门湖里区、集美区、海沧区。

## 產品與服務
這間公司主要的专业是生产触控元件，是幫助科技產品的顯示面板能夠有觸摸控制的功能。